# إدانة
الإدانة (في القانون) هي الحكم الذي ينتج عندما تجد محكمة قانونية المدعى عليه مذنباً بارتكاب جريمة ما، فالتبرئة (أي «غير مذنب») هي نقيض الإدانة. ويمكن أن يكون هناك حكم «لم يثبت» الذي يعتبر بمثابة التبرئة وهذا الحكم موجود في اسكتلندا وهولندا. هناك أيضا قضايا تحكم فيها المحكمة بأن لا يدان المدعى عليه على الرغم من إثبات جُرمه، فنظام العدالة الجنائي ليس مثالي لكثير من الأسباب، ومنها أنه أحيانا يتم تبرئة المدعى عليهم المذنبون بينما يتم إدانه الأبرياء. تخفف آليات الاستئناف هذه المشكلة إلى حد ما. يُعرف الخطأ الذي يتم فيه إدانة شخص بريء بإجهاض للعدالة، وتحدد المحكمة بعد إدانة المدعى عليه الحكم المناسب كعقوبة له. 
علاوة على ذلك، فقد تؤدي الإدانة إلى نتائج تفوق الحكم نفسه. وتعرف هذه التداعيات بالعواقب العرضية للتهم الجنائية.و تعتبر الإدانة البسيطة، في المدى، إدانه إنذارية وهي لا تؤثر على المدعى عليه ولكنها تخدم كتحذير له. يسمى التاريخ من الإدانات بالسوابق والمعروف بالعامية باسم «السابق previous» في المملكة المتحدة و«السوابق priors» في الولايات المتحدة وأستراليا. يُظهر تاريخ الإدانات أيضا أن القانون البسيط يمكن أن يتم تطبيقه كأي عقاب للأفراد.